# Sprawa nr 306
Sprawa nr 306 (org. Дело № 306) – film kryminalny produkcji radzieckiej z 1956 roku w reż. Anatolija Rybakowa na podstawie powieści  Matwieja Rojzmana pod tym samym tytułem.

## Opis fabuły
Pewnego wieczoru na ulicach Moskwy zostaje potrącona przez pędzący samochód starsza kobieta i usiłujący zatrzymać wóz milicjant. Stołeczna milicja prowadzi intensywne śledztwo, a sprawa, oznaczona tytułowym numerem 306, zostaje powierzona młodemu kpt. Mozarinowi. Ponieważ potrącony milicjant wkrótce umiera w szpitalu, sprawa przekształca się w dochodzenie w sprawie zabójstwa. Śledczy dzięki zeznaniom świadków i śladom pozostawionym na miejscu wypadku szybko ustalają markę i kolor samochodu. Sam wóz marki Pobieda porzucony pod Moskwą zostaje wkrótce odnaleziony. Jego właścicielką jest piękna Ludmiła – córka znanego lekarza. Wszystko wskazuje na to, że to właśnie ona jest sprawcą wypadku. Jednak doświadczeni śledczy – kpt. Mozarin i p.płk. Gradow nie wierzą w jej winę. Postanawiają uważniej przyjrzeć się jednemu ze świadków wypadku nazwiskiem Grunin, który zadziwiająco dobrze zapamiętał kierowcę samochodu. Kpt. Mozarin wieczorową porą samotnie udaje się do mieszkania Grunina w podmoskiewskiej daczy. Tam nieoczekiwanie zostaje zaatakowany przez Gruniuna i jego wspólnika Baszłykowa, obezwładniony i rozbrojony. Obydwaj przestępcy próbują następnie uciekać Pobiedą Ludmiły, którą zwabiają telefonicznie na daczę. W wyniku milicyjnego, nocnego pościgu z udziałem Mozarina, przestępcy zostają schwytani. Ich zeznania doprowadzają śledczych do farmaceutki Karasowej – byłej niemieckiej agentki, która skradzioną Pobiedą usiłowała zabić wspomnianą starsza kobietę nazwiskiem Niekrasowa. Ta była partyzantka i więźniarka niemieckiego obozu koncentracyjnego pewnego dnia rozpoznała ją w aptece.

## Obsada aktorska
- Boris Bitukow – kpt. Mozarin
- Mark Bernes – p.płk. Gradow
- Tatiana Pilecka – por. Korniewa, ekspert kryminalistyki
- Konstantin Nassonow – Turbajew, komisarz milicji
- Ada Wójcik – była partyzantka, ofiara wypadku
- Maxim Schtrauch – lekarz, ojciec Ludmiły
- Ludmiła Szagałowa – studentka
- Walentina Tokarska – farmaceutka, sprawca zabójstwa i była niemiecka agentka
- Jewgienij Wiesnik – Grunin
- Nikołaj Choszczanow – Baszłykow
- Sofia Fadiejewa – sąsiadka Niekrasowej
- Jewgienij Tietierin – lekarz-specjalista
- Władimir Ratomski – zarządca administracji mieszkaniowej
- Anastasija Zujewa – świadek wypadku
- Wiktor Kołakow – świadek wypadku
- Wiera Pietrowa – laborantka Wieroczka

i inni.